# Stenopleustes nodifera
Stenopleustes nodifera är en kräftdjursart som först beskrevs av Georg Ossian Sars 1882.  Stenopleustes nodifera ingår i släktet Stenopleustes och familjen Pleustidae. Inga underarter finns listade i Catalogue of Life.